# Orli Reichert-Wald
Orli Reichert-Wald, nascida Aurelia Torgau (* 1. julho de 1914 em Bérelles perto de Maubeuge; † 1 janeiro de 1962 em Ilten perto de Hanover  foi um combatente da resistência alemã e, como vítima da perseguição nazista, foi prisioneira em campos de concentração de 1936 a 1945. Ela era uma veterana do campo na enfermaria do campo de concentração de Auschwitz-Birkenau e era conhecida como o "Anjo de Auschwitz" por causa de sua ajuda.

## vida

### Origem, atividade comunista, resistência e prisão
Ela nasceu na França como a sexta filha do maquinista alemão  August Torgau e sua esposa francesa Maria. Logo após seu nascimento, a Primeira Guerra Mundial começou. Como resultado, a família foi presa e, depois, primeiro a mãe e os filhos foram expulsos para Tréveris e depois do fim da guerra também o pai. O pai e dois irmãos mais velhos mais tarde se envolveram em Trier com o Partido Comunista Alemão (KPD), ne fundaram o grupo local. Depois de deixar a escola,  tornou-se membro da Associação da Juventude Comunista (KJVD) na década de 1920. Após a "tomada do poders", ela se envolveu na resistência política e, portanto, foi presa pela Gestapo pela primeira vez em 1934, mas liberada novamente por falta de provas. Seu casamento com o trabalhador da construção civil Fritz Reichert terminou em 1935, e ele pediu o divórcio em 1936. Seu marido era um ex-camarada da KJVD, mas suas tendências políticas mudaram sob os novos governantes. Em junho de 1936, membros de seu grupo de resistência comunista foram presos e acusados alta traição. Ela trabalhou como mensageira para a organização de resistência em Luxemburgo e se entregou à Gestapo em Trier depois de ser ameaçada com a prisão de seus pais se não aparecesse. Durante os interrogatórios, ela foi torturada por funcionários da Gestapo. Em 1º de dezembro de 1936, aos 22 anos, foi condenada a quatro anos e seis meses de prisão pelo Tribunal Regional Superior de Hamm. A prisão provavelmente também foi motivada por declarações incriminatórias de seu marido. Finalmente, em 1939, eles se divorciaram, também sob a alegação de que Reichert professava o nacional-socialismo e era membro das SA. Como resultado de sua prisão, ela foi incapaz de abandonar o nome Reichert, que ela usou durante sua sentença e prisão.

### Campos de concentração em Ravensbrück e Auschwitz
Apesar de ter cumprido sua pena na penitenciária feminina de Ziegenhain, perto de Kassel, ela foi imediatamente levada para o campo de concentração de Ravensbrück após sua libertação no final de dezembro de 1940, onde se tornou amiga de Margarete Buber-Neumann. Embora tenha recebido uma proposta de imunidade por ser testemunha-chave no julgamento contra o comunista luxemburguês Zenon Bernard, ela exonerou o acusado durante o julgamento.
Em março de 1942, ela foi enviada para o campo de concentração de Auschwitz com 998 outras prisioneiras de Ravensbrück, onde recebeu o número 502 de prisioneira. Ela trabalhou na enfermaria dos reclusos notórios e tornou-se chefe do acampamento lá em março de 1943, depois de contrair tifo no inverno de 1942/43. No verão de 1943, ela tentou cometer suicídio, mas foi salva pelas esposas dos companheiros de prisão. Ela então afirmou que "ela não podia mais assistir a morte o tempo todo". Na enfermaria dos internos, ela experimentou atrocidades inacreditáveis:médicos de campos de concentração matavam crianças com injeções de fenol, faziam experimentos em humanos e selecionavam os doentes para gaseá -los. No campo, também, ela pertencia ao grupo de resistência alemão.
Ela sobreviveu à marcha da morte de Auschwitz ao campo de concentração de Ravensbrück e ao subcampo de Malchow em janeiro de 1945. Lá ela conheceu esposas prisioneiras que ela já conhecia de Auschwitz. A sobrevivente de Auschwitz Jeanne Juda relata o seguinte sobre o reencontro: “As meninas ficaram emocionadas e aplaudidas: Nosso Orli está de volta conosco! “. O veredicto de Judah sobre Reichert-Wald: "Não conheço nenhum funcionário prisioneiro que tenha permanecido tão humano quanto ela." Ela conseguiu escapar do acampamento satélite de Malchow em abril de 1945, doente e fraca.

### Após a derrota do nazismo
Após o fim da guerra, ela viveu em Berlim e ingressou no SED e na Associação de Pessoas Perseguidas pelo Regime Nazista (VVN). A partir de maio de 1946, fisicamente enfraquecida, ela passou quase dois anos na zona de ocupação soviética no sanatório Sülzhayn para vítimas da perseguição nazista, onde foi tratada de tuberculose e depressão.
Em novembro de 1947 casou-se com Eduard Wald, cunhado de Otto Brenner, combatente da resistência e perseguido nazista que conheceu durante sua estada no sanatório.

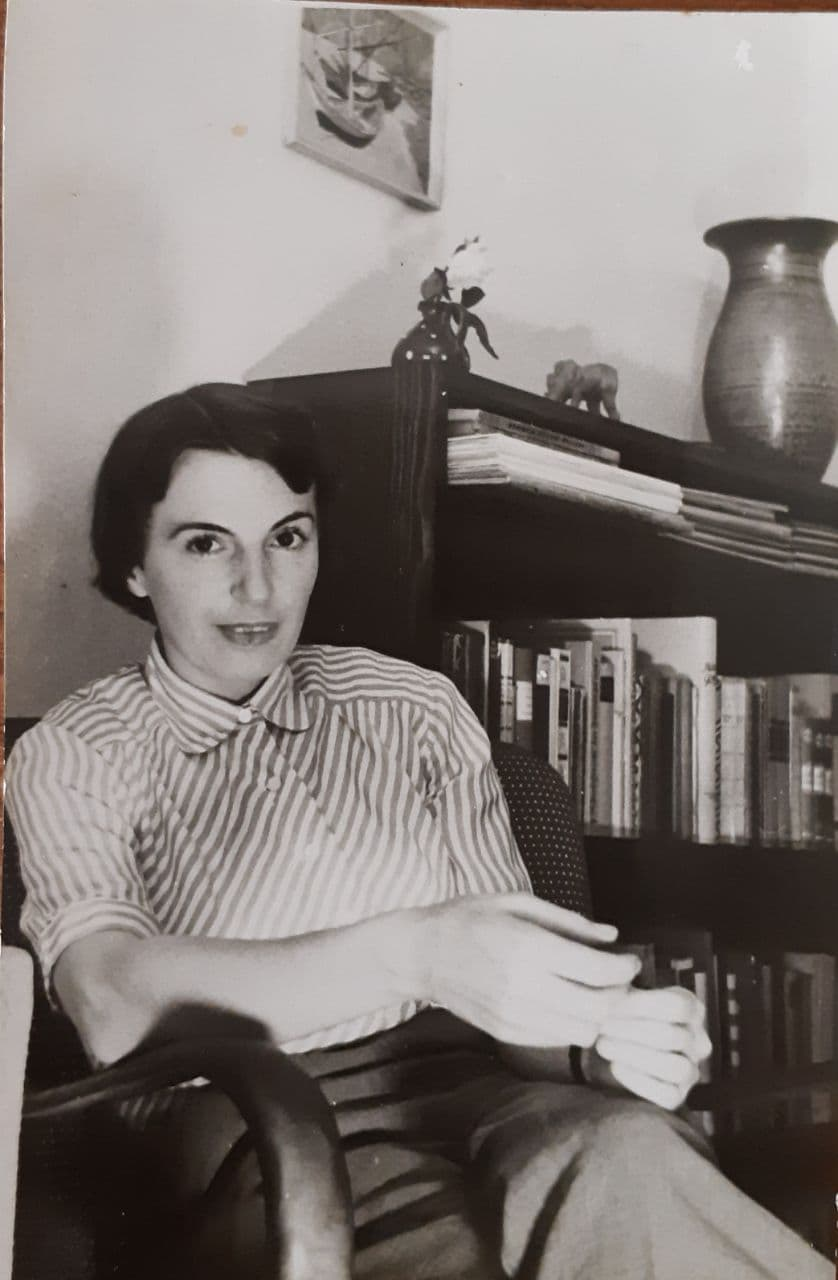
Orli Wald (data desconhecida)

Até sua morte, Wald sofreu as consequências de sua prisão e foi paciente psiquiátrica por nove meses em 1954, após os quais ela teve que ficar repetidamente em hospitais psiquiátricos por períodos mais longos. Ela tentou tirar a própria vida várias vezes e foi tratada com choques elétricos. O sobrevivente de Auschwitz Hermann Langbein a visitou em 1960 para levá-la como como testemunha do primeiro julgamento de Auschwitz em Frankfurt . Em sua presença, Wald examinou uma lista de nomes que havia apresentado até o final e deu informações detalhadas sobre as memórias dela. Langbein relatou que as mãos de Wald tremiam de nervosismo e que, portanto, ele queria retirar a lista dela. No entanto, Wald insistiu em levar a conversa até o fim. No início do julgamento de Eichmann, ela sofreu um colapso nervoso. Ela morreu no dia 1 de Janeiro de 1962 nas instituições Wahrendorff em Ilten. A sobrevivente do campo de concentração e amiga de Wald, Jeanne Juda, afirmou que ela havia cometido suicídio: "Ela sempre sofreu por não fazer mais pelos prisioneiros. De acordo com outro relato, ela recebeu uma alta dose de medicação devido a uma considerável agitação interna e morreu no mesmo dia devido a anos de tensão mental e física.
Adélaïde Hautval, médica prisioneira de Auschwitz, disse sobre Wald: "No geral, era uma boa camarada, mas com um comportamento muito desequilibrado, o que é compreensível [depois de tantos anos no campo de concentração]". De acordo com Langbein, não havia quase ninguém "que desempenhasse sua função em Auschwitz de forma tão altruísta quanto Orli".

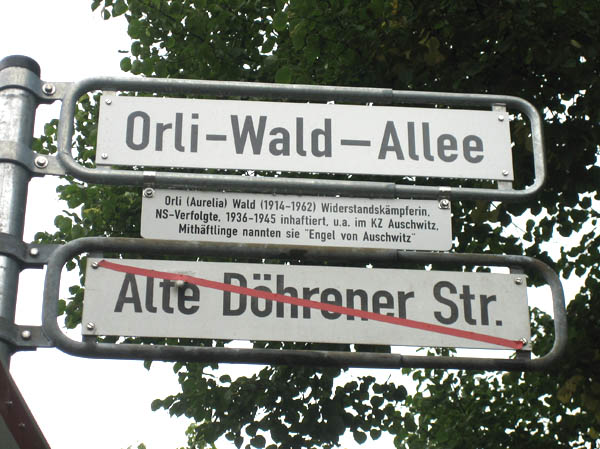
Nomeação do Orli-Wald-Allee no Cemitério Engesohde na parte sul de Hanover

## Honras
Em 1984, no distrito de Wettbergen da cidade de Hanover, a rua "Reicherthof" recebeu o nome de Reichert-Wald. Essa designação ambígua não foi entendida pelos parentes como uma honra segundo a história. Portanto, em 2007, uma rua ao longo do cemitério da cidade de Engesohde em Südstadt, onde ela foi enterrada, foi renomeada "Orli-Wald-Allee".
Uma pedra de tropeço foi colocada em Trier em 2007 para homenageá-la, e Trier tem uma rua chamada Orli-Torgau-Strasse desde 2013.
Desde fevereiro de 2016, a escola integrada em Uetze é chamada de "Aurelia-Wald-Gesamtschule".